# Demoiselles coiffées de Pontis
Les demoiselles coiffées de Pontis sont une formation rocheuse atypique nommée communément « cheminées de fée » située à Pontis, au bord du lac de Serre-Ponçon, dans le département des Alpes-de-Haute-Provence en région Provence-Alpes-Côte d'Azur, en France.
Site touristique local, la formation se compose de plusieurs cheminées de fée surmontées d'un gros rocher. C'est l'un des exemples les plus notables de cheminées de fée en France.

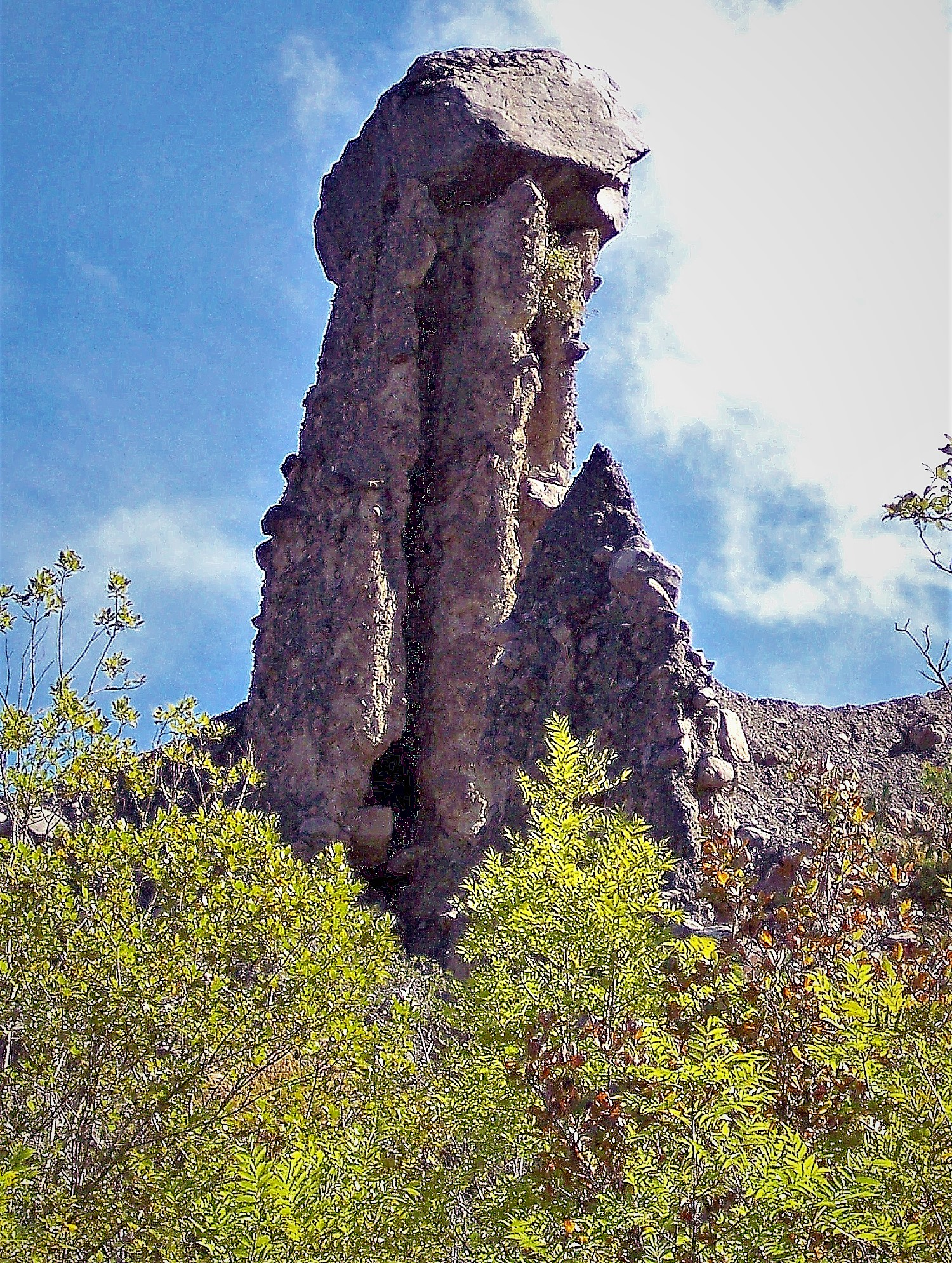
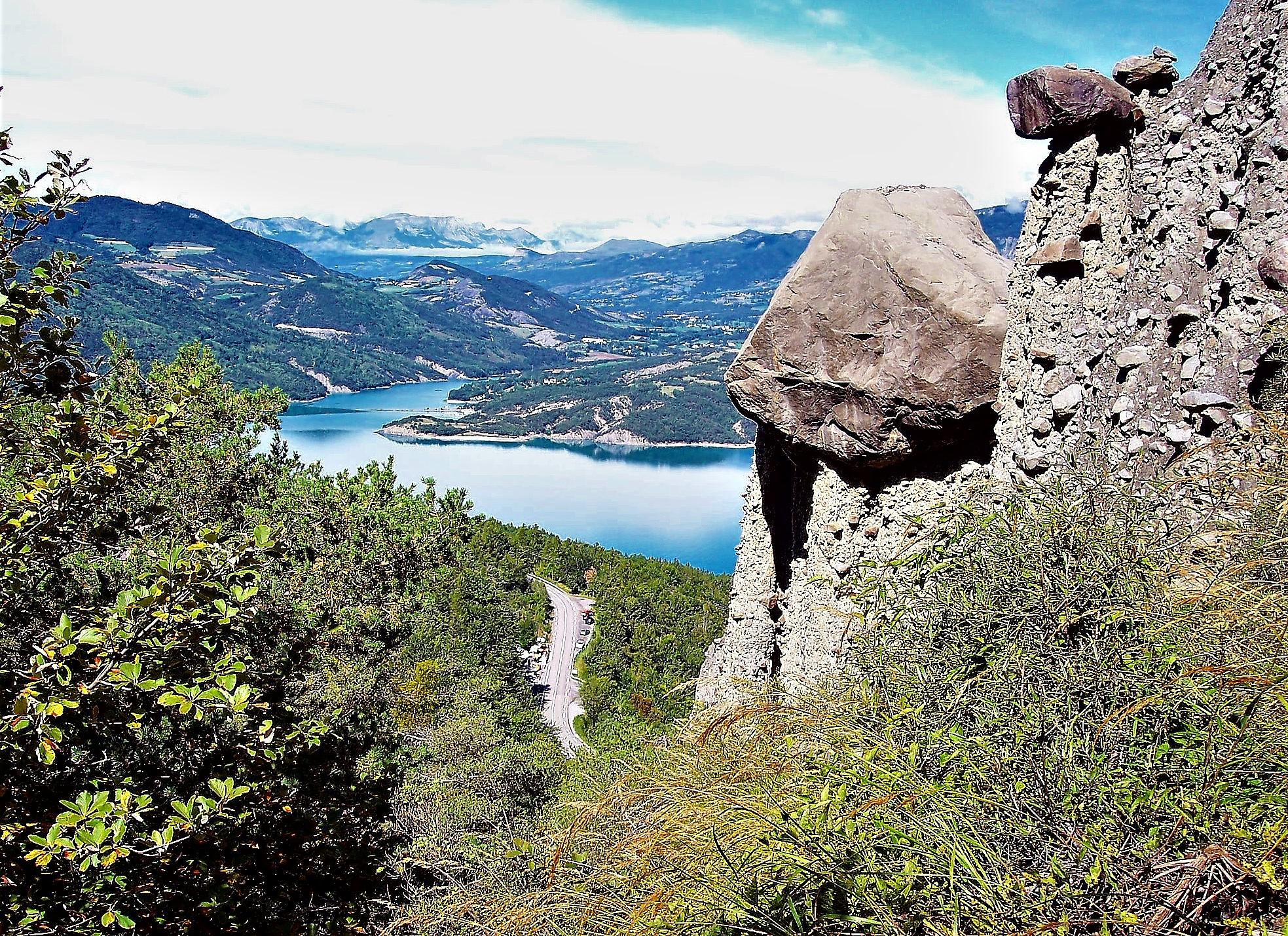
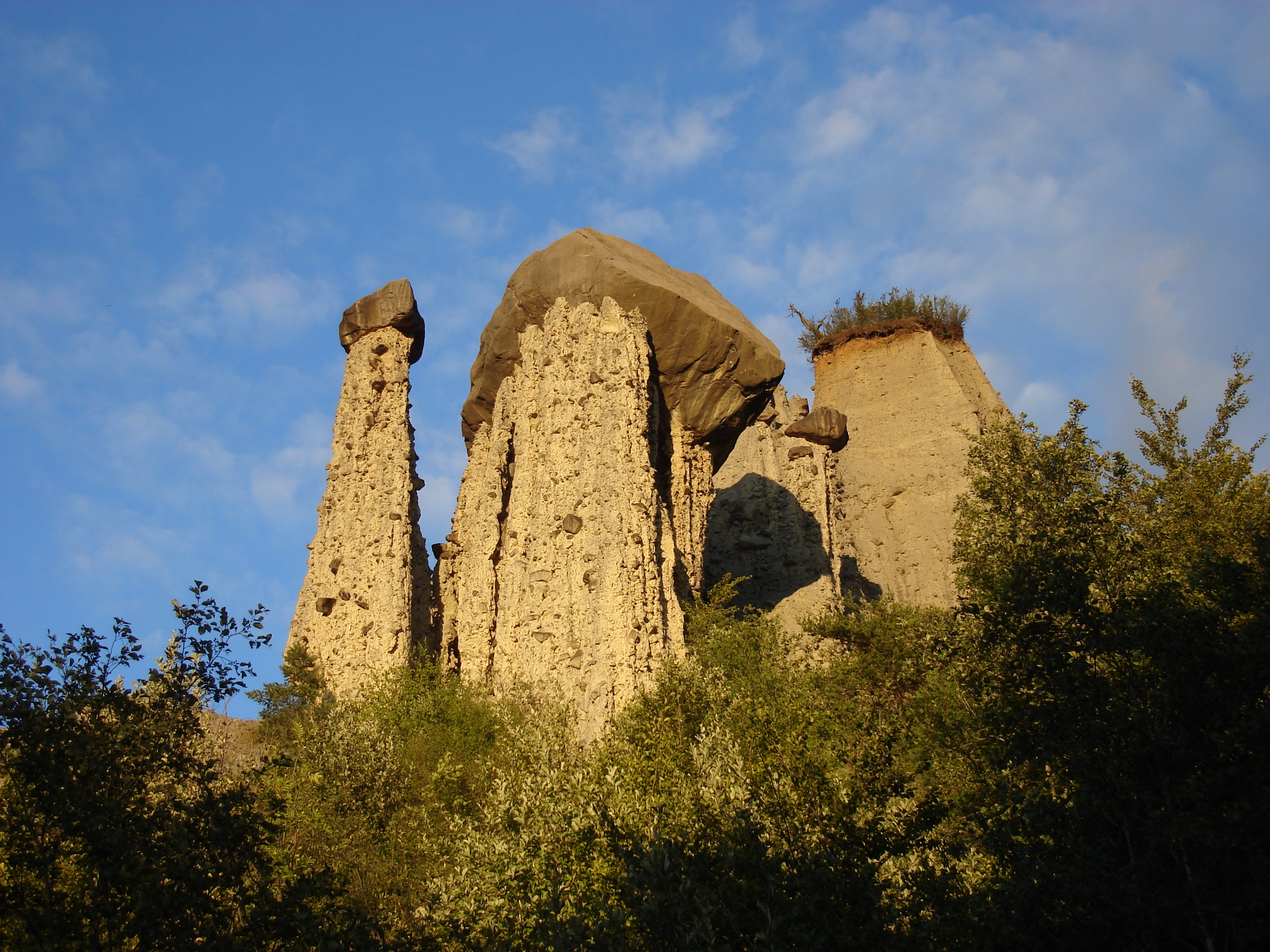
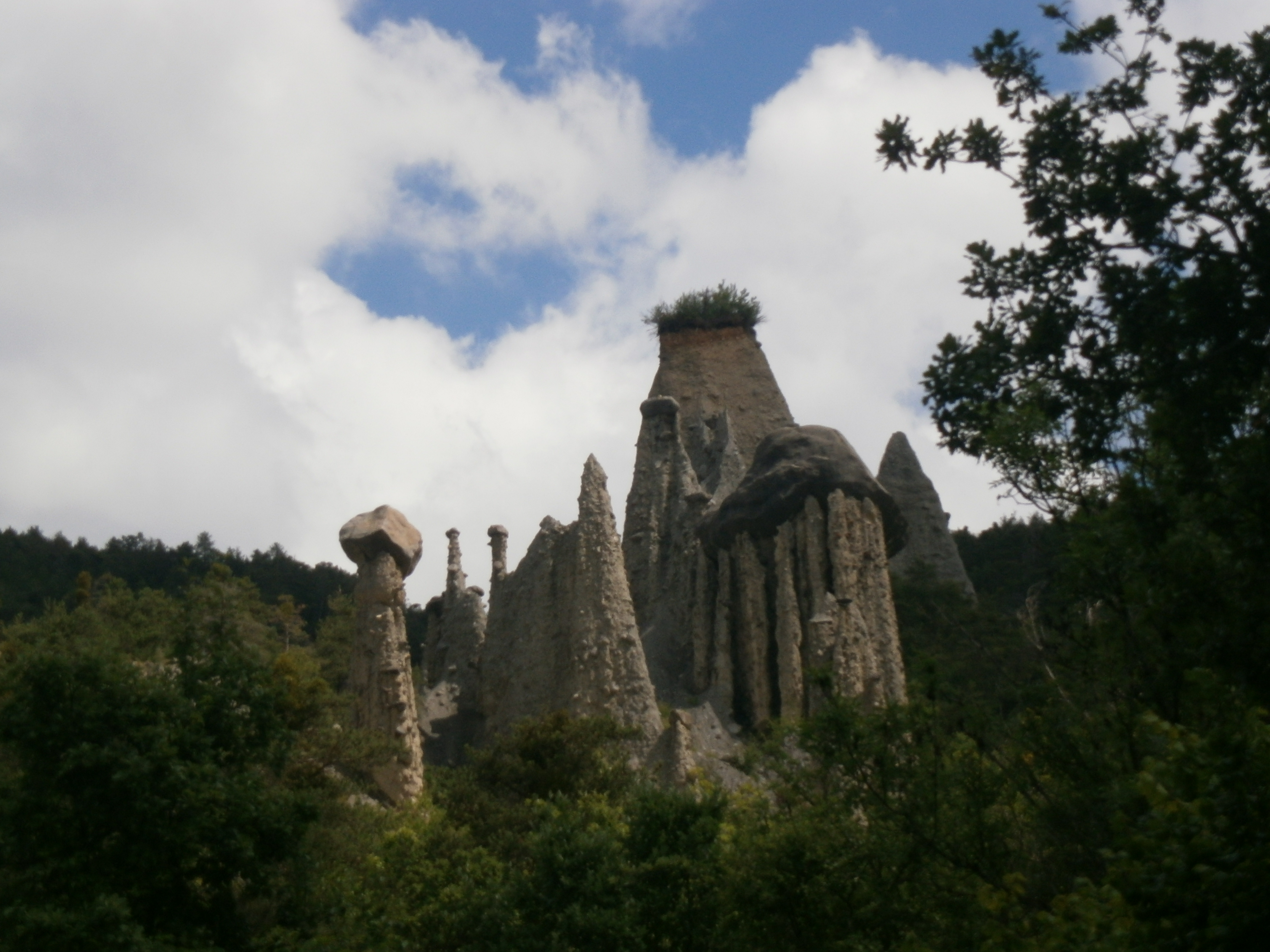
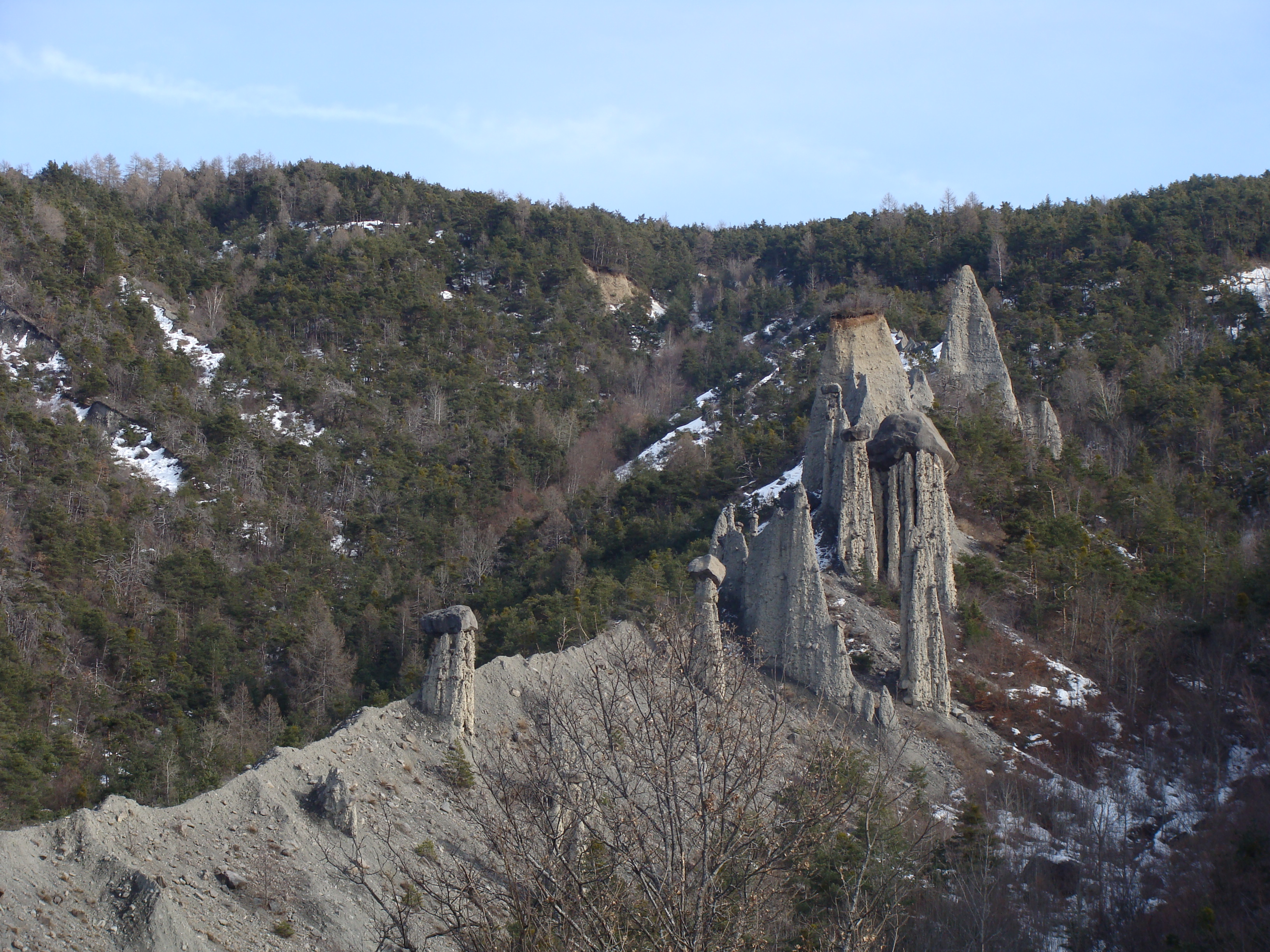